# Powiat karkonoski
Powiat karkonoski, före 2020 Powiat jeleniogórski, är ett politiskt och administrativt distrikt (powiat) i sydvästra Polen, tillhörande Nedre Schlesiens vojvodskap. Distriktets säte finns i staden Jelenia Góra som dock i egenskap av självständigt stadsdistrikt administreras separat från Powiat karkonoski. Den största staden i distriktet är Kowary. Distriktets befolkning uppgick till 63 885 invånare i juni 2010. Distriktet bytte 2020 namn och uppkallades då efter Karkonoszebergen som ligger i dess södra del.

## Geografi
Distriktet ligger på norra sidan av Karkonoszebergen (Riesengebirge), en del av bergskedjan Sudeterna. I Karpacz kommun, på gränsen mot Tjeckien ligger Sudeternas högsta topp Śnieżka, med en höjd på 1 603 meter över havet.

## Kommunindelning
Distriktet indelas i nio kommuner (gminy), varav fyra stadskommuner och fem landskommuner. Det omger dessutom staden Jelenia Góra, som inte tillhör distriktet.
| Stadskommuner - Karpacz - Kowary - Piechowice - Szklarska Poręba Landskommuner - Janowice Wielkie - Jeżów Sudecki - Mysłakowice - Podgórzyn - Stara Kamienica | Kommunindelning |